# Grožnjan
Grožnjan är en ort i Kroatien.   Den ligger i länet Istrien, i den västra delen av landet, 180 km väster om huvudstaden Zagreb. Grožnjan ligger 258 meter över havet och antalet invånare är 785.
Terrängen runt Grožnjan är kuperad söderut, men norrut är den platt. Runt Grožnjan är det ganska tätbefolkat, med 62 invånare per kvadratkilometer. Närmaste större samhälle är Poreč, 19,8 km sydväst om Grožnjan. Omgivningarna runt Grožnjan är en mosaik av jordbruksmark och naturlig växtlighet.